# 萨拉·布吕斯勒
萨拉·布吕斯勒（德語：Sarah Brüßler，1994年4月8日—），德国女子皮划艇运动员，2018年世界皮划艇竞速锦标赛女子双人皮艇1000米铜牌得主、2019年世界皮划艇竞速锦标赛女子双人皮艇1000米银牌得主、2024年夏季奥林匹克运动会女子四人皮艇500米银牌得主。